# 히가시오바마역
히가시오바마역(일본어: 東小浜駅)은 일본 후쿠이현 오바마시에 위치한 서일본 여객철도 오바마 선의 철도역이다. 단선 승강장 1면 1선의 구조를 갖춘 지상역이다.

## 이용 현황
| 승차 인원 추이 | 승차 인원 추이 |
| 연도           | 1일 평균       |
| -------------- | -------------- |
| 1998           | 608            |
| 1999           | 546            |
| 2000           | 514            |
| 2001           | 516            |
| 2002           | 542            |
| 2003           | 527            |
| 2004           | 521            |
| 2005           | 509            |
| 2006           | 473            |
| 2007           | 484            |
| 2008           | 484            |
| 2009           | 469            |
| 2010           | 429            |
| 2011           | 418            |
| 2012           | 389            |
| 2013           | 415            |

## 역 주변
- 국도 제27호선
- 와카사 역사 민속 자료관
- 후쿠이 현 와카사 합동청사

## 역사
- 1953년 8월 14일 : 오바마 선의 오바마 - 신히라노 간에 신설 개업. 여객 영업만.
- 1973년 3월 15일 : 국철 직원에 의해 출 · 개납 업무를 정지해 여객 업무에 대해서는 무인화.
- 1987년 4월 1일 : 일본국유철도 분할 민영화에 의해, 서일본 여객철도가 승계.

## 인접 역
| 서일본 여객철도 오바마 선  | 서일본 여객철도 오바마 선 | 서일본 여객철도 오바마 선 |
| -------------------------- | ------------------------- | ------------------------- |
| 오바마 히가시마이즈루 방면 | ■ 오바마 선               | 신히라노 쓰루가 방면      |